# سفارة دولة فلسطين لدى فنزويلا
سفارة دولة فلسطين لدى فنزويلا هي الممثلية الدبلوماسية العُليا لدولة فلسطين لدى فنزويلا. تقع السفارة في كاراكاس.